# ماري بيل
ماري فلورا بيل (بالإنجليزية: Mary Flora Bell) ولدت في 26 مايو 1957 هي امرأة بريطانية، في عام 1968، عندما كانت طفلة خنقت حتى الموت اثنين من الصبية الصغار في Scotswood، إحدى ضواحي المدينة الداخلية نيوكاسل أبون تاين أدينت في ديسمبر كانون الأول عام 1968 وهي في سن ال 11، من القتل غير العمد لاثنين من الفتيان، مارتن براون (الذي يتراوح عمر بين 4) وبراين هاو (الذي يتراوح أعمارهم بين 3).

## إطلاق سراحها
منذ إطلاق سراحها من السجن في عام 1980، قالت انها عاشت في إطار سلسلة من أسماء مستعارة. وقد هويتها المحمية بموجب أمر قضائي كما تم تمديد لحماية هوية ابنتها. في عام 1998، تعاونت مع بيل جيتا Sereny على حساب حياتها، والتي كانت تفاصيل الاعتداء التي تعرضت لها عندما كان طفلا على يد والدتها، عاهرة، والعملاء والدتها.

## روابط خارجية
- Crime Library entry
- Interview with Gitta Sereny, 1998 – with LNL's Phillip Adams